# 卓乃斯
卓乃斯 CBE（Penrhyn Grant Jones，1878年—1945年）是一名英国法官和外交官，曾任英國在華最高法院助理法官。

## 生平
卓乃斯生於怀特岛郡考斯，曾就讀於墨尔文学校。 
1912年6月19日，他被內殿律師學院授予律師證書。  1919年出任英租威海卫高等法院代理法官。他也曾在英國駐上海、重庆、汉口和长沙领事館任職。 1926年出任英國駐哈尔滨领事。  1928年，他在哈尔滨被授予大英帝国勋章。 
1931年11月，他出任英國在華最高法院法官。 後來又出任英國在華最高法院代理首席法官。 
1941年12月8日，日军占领了英國在華最高法院。卓乃斯被日本佔領當局拘留了5个月，之後他被遣返回英國。  1943年5月，根據新簽訂的中英平等新約，英國在華最高法院不再保留，因此卓乃斯也不再擔任英國在華最高法院法官。 